# میرزا حسین خان وزیری
میرزا حسین‌خان وزیری از سیاستمداران ایرانی بود، که در دوره‌های ششم به عنوان نماینده ساوه و زرند در مجلس شورای ملی حضور داشت.